# National Air Races

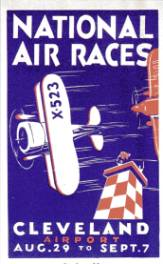
Affiche des National Air Race à Cleveland en 1931

Les National Air Races (aussi connues sous le nom Pulitzer Trophy Races) sont des séries de courses aériennes qui ont eu lieu aux États-Unis à partir des années 1920.
La vitesse et la fiabilité des appareils a rapidement augmenté durant cette période, et les National Air Races ont permis de le mettre en évidence.

## Historique
En 1920, Ralph Pulitzer subventionne le Pulitzer Trophy Race et le Pulitzer Speed Trophy pour des avions militaires à Long Island, en vue de promouvoir l'aviation et son propre journal. Par la suite les courses se sont déplacées à Cleveland où elles étaient connues sous le nom de « Cleveland National Air Races » puis Cleveland Air Show. En 1930 elles se déroulent à Chicago.

## Vainqueurs du Trophée Pulitzer

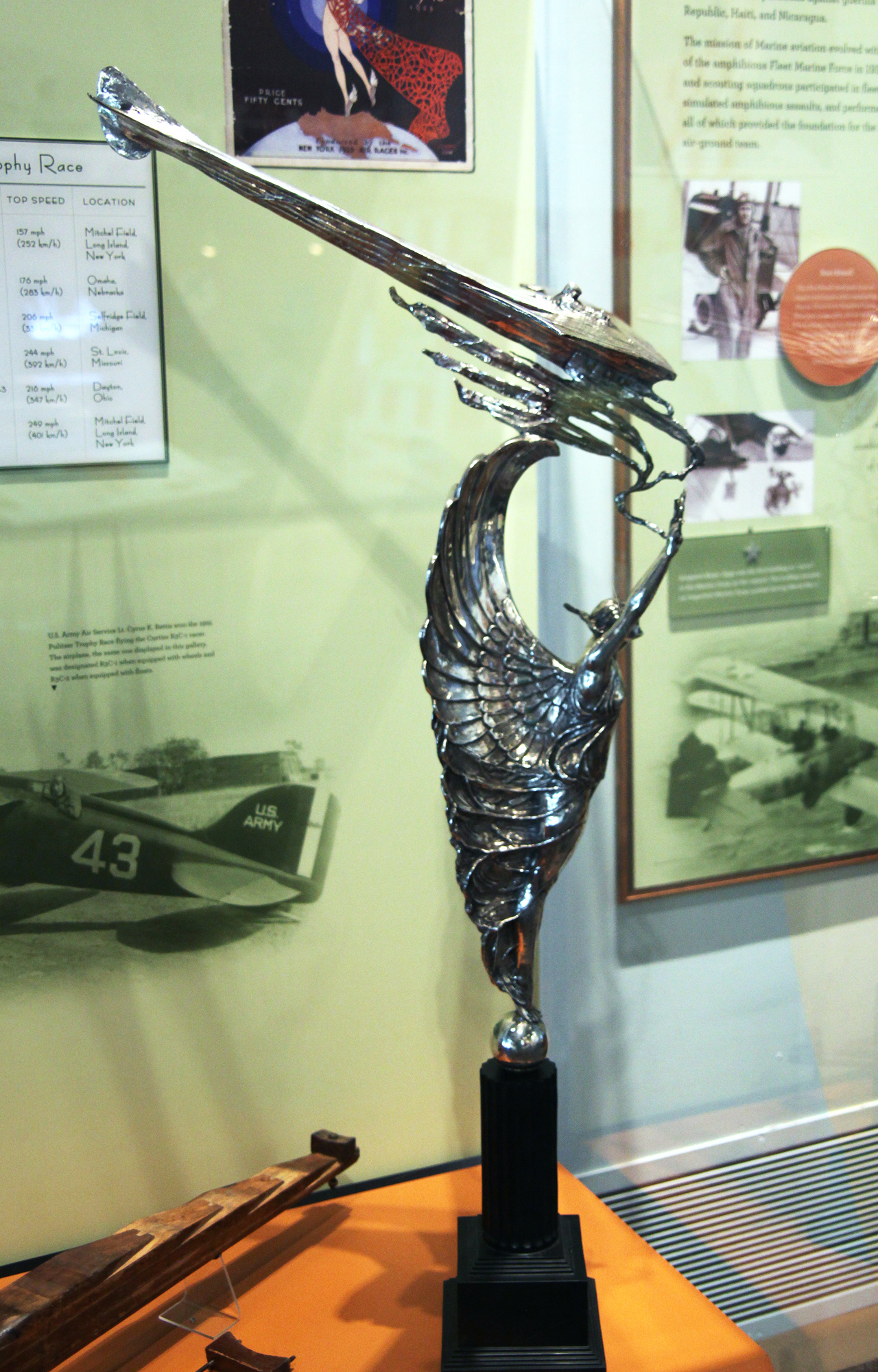
Le Trophée Pulitzer en 2012 au Smithsonian National Air and Space Museum.

- 1920 Mitchel Field, New York, 25 novembre C. C. Moseley, 251,93 km/h dans une course de 47 km en triangle[3]
- 1921 Omaha, Nebraska, 3 novembre Bert Acosta, 284,45 km/h dans une course en triangle de 49 km[3]:58-60
- 1922 Selfridge Field, Michigan, 14 octobre, Russell Maughan, 331,30 km/h dans une course en triangle de 50 km[3]:60
- 1923 St. Louis Flying Field, Missouri, 6 octobre, Al Williams, 392,15 km/h dans une course de 50 km[3]:60-61
- 1924 Wilbur Wright Field, Ohio, 4 octobre, Harry Mills, 348,50 km/h[3]:61
- 1925 Mitchel Field, Long Island, New York, 10-12 octobre, Cyrus K. Bettis, 400,69 km/h[3]:61-62
- 1926 Model Farms Field, Philadelphie, Pennsylvanie, 4-13 septembre[3]:73-74
- 1927 Felts Field, Spokane, Washington, 21-25 septembre[3]:74-75
- 1928 Mines Field, Los Angeles, Californie, 8-16 septembre[3]:75
- 1929 Cleveland Municipal Airport, Cleveland, Ohio, 24 août-2 septembre[3]:76-86
- 1930 Curtiss-Reynolds Field, Chicago, Illinois, 23 août[3]:93-99
- 1931 Cleveland, Ohio, 29 août-7 septembre[3]:99-103
- 1932 Cleveland, Ohio, 27 août-5 septembre[3]:104-105
- 1933 Mines Field, Los Angeles, Californie, 1-4 juillet[3]:105-106
- 1934 Cleveland, Ohio, 31 août-4 septembre[3]:106-107
- 1935 Cleveland, Ohio, 30 août-2 septembre [3]:127-128
- 1936 Mines Field, Los Angeles, Californie, 4-7 septembre [3]:128-129, Michel Détroyat sur Caudron C.460
- 1937 Cleveland, Ohio, septembre 3-7[3]:129-130
- 1938 Cleveland, Ohio, septembre 3-5[3]:130
- 1939 Cleveland, Ohio, septembre 2-5[3]:130-132
- 1940 - 1945 : suspendu pendant la deuxième Guerre mondiale
- 1946 Cleveland Municipal Airport, Cleveland, Ohio, 31 août-2 septembre [3]:133-136
- 1947 Cleveland, Ohio, 30 août-1er septembre [3]:136-140
- 1948 Cleveland, Ohio, 2-4 septembre [3]:140-143
- 1949 Cleveland, Ohio, 3-5 septembre [3]:143-146
- 1950 - 1963 : pas de courses
- 1964 Renaissance sous le nom "The National Championship Air Races" à Reno, Nevada[3]:153
- 1964 Cleveland National Air Show[4]